# Silea (Treviso)
Silea ist eine nordostitalienische Gemeinde (comune) mit 10.501 Einwohnern (Stand 31. Dezember 2023) in der Provinz Treviso in Venetien. Die Gemeinde liegt etwa 4 Kilometer ostsüdöstlich vom Stadtzentrum Trevisos am Sile.

## Geschichte
Das Gemeindegebiet von Silea war vermutlich bereits im 2. Jahrhundert vor Christus Siedlungsplatz der frühen Veneter. Die Via Claudia Augusta Altinate führte hier entlang.
Der Ortsteil Sant’Elena wird erstmals 1089 urkundlich erwähnt, Cendon 1178.
Der frühere Gemeindename Melma wurde 1935 in Silea geändert.